# Giacomo Quarenghi
(Ippolito Pindemonte)
Giacomo Antonio Domenico Quarenghi (Rota d'Imagna, 21 settembre 1744 – San Pietroburgo, 2 marzo 1817) è stato un architetto e pittore italiano, cittadino della Repubblica di Venezia.
Fu un valido rappresentante dell'architettura neoclassica, meditata sull'opera di Andrea Palladio, e uno dei principali realizzatori dell'Architettura neoclassica in Russia.

## Biografia

### Formazione
Giacomo Quarenghi nacque il 21 settembre 1744 a Capiatone, frazione di Rota d'Imagna, nella provincia di Bergamo, secondogenito di Giacomo Antonio Quarenghi, notaio e di Maria Rota. La sua famiglia era di antico lignaggio e possedeva diverse proprietà a Bergamo, città ove Quarenghi trascorse la sua giovinezza, precisamente nella dimora familiare presso il Mercato delle Scarpe, a Bergamo Alta; sia il padre che il nonno Francesco, notaio e agrimensore, si erano inoltre interessati alla pittura, realizzando perfino qualche opera nel circondario (speciale menzione meritano i dipinti che Francesco eseguì in diverse chiese della Valle Imagna).

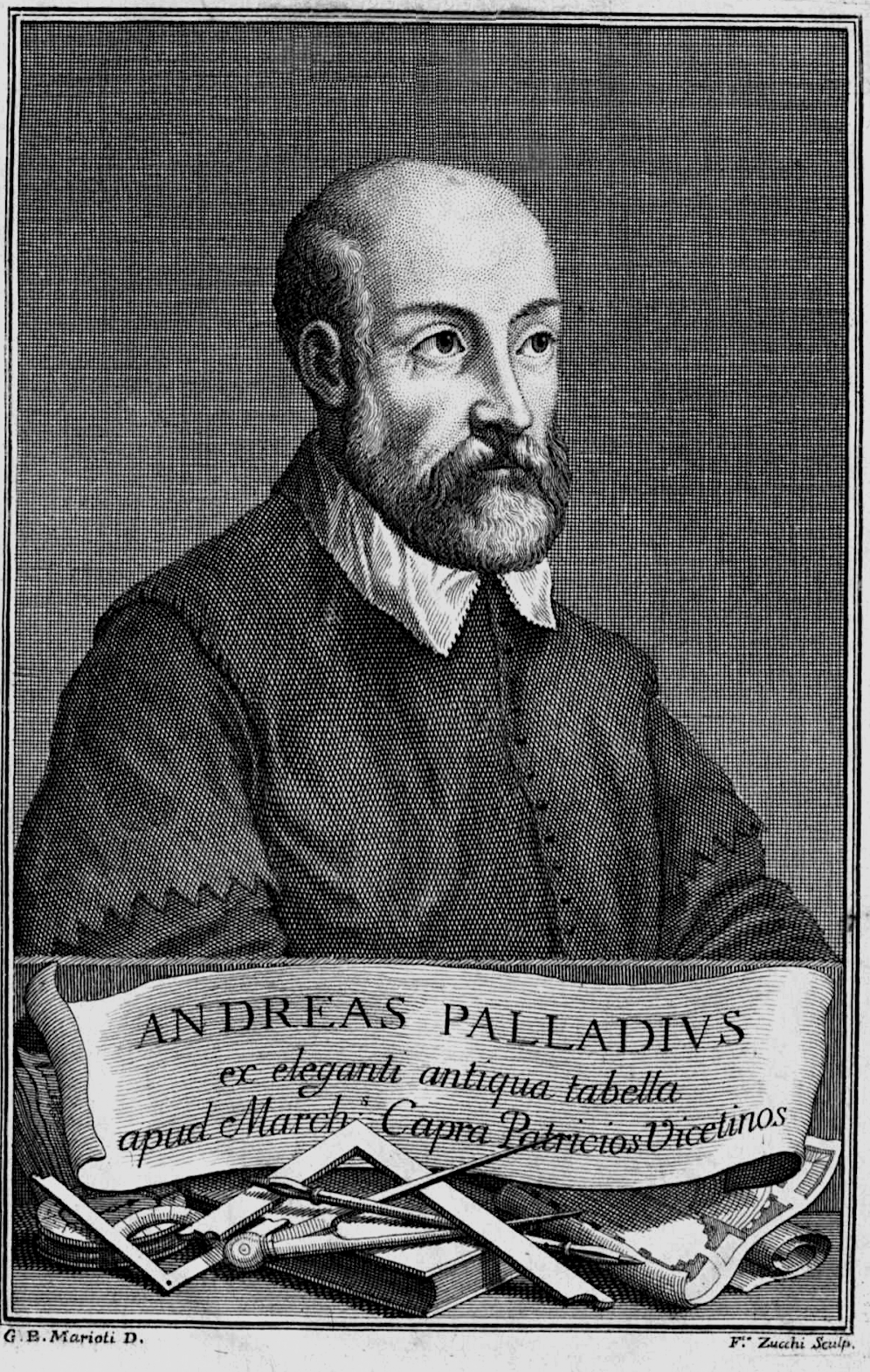
Andrea Palladio (ritratto in figura) fu il genio tutelare di Quarenghi negli anni della formazione

La formazione del piccolo Giacomo avvenne nell'ambito del Collegio Mariano di Bergamo, dove acquisì solide basi umanistiche (arrivò perfino a tradurre Catullo, Tibullo e Virgilio): egli, tuttavia, sentiva più viva l'inclinazione per la pittura, alla quale si dedicò con piena dedizione nonostante le ostilità del padre, il quale aveva scelto per lui la carriera di avvocato o di sacerdote. Dopo un iniziale tirocinio presso Paolo Vincenzo Bonomini e Giovanni Raggi, Quarenghi nel 1763 si trasferì a Roma, città ricca di scavi e di fermenti artistici dove perfezionò le proprie doti pittoriche sotto la guida del celebre pittore neoclassico Anton Raphael Mengs, il quale lo accolse nella propria scuola. Dopo la partenza del Mengs per la Spagna al seguito della corte di Carlo III, Quarenghi passò all'atelier di Stefano Pozzi; al contempo, tuttavia, iniziò ad interessarsi di architettura, imparandone i rudimenti da Paolo Posi, Antoine Derizet, e Nicola Giansimoni. Decisiva fu la lettura de I quattro libri dell'architettura di Andrea Palladio, opera che per un giovane appassionato architetto come lui, alla ricerca di uno stabile orientamento artistico, fu una vera e propria folgorazione improvvisa:
Maturata definitivamente la propria vocazione per l'architettura, Quarenghi maturò un gusto classicheggiante e un vivo interesse per le antichità di Roma. Entrò in contatto con il nucleo di artisti residente a Roma capeggiato da Giovan Battista Piranesi, e con la colonia inglese, traendone proficuo insegnamento. Iniziò, inoltre, un lungo viaggio di formazione nell'Italia centrosettentrionale, per i quali si recò a Firenze, Vicenza, Verona, Mantova e Venezia; nel Veneto, oltre a poter ammirare personalmente le architetture del Palladio, strinse amicizia con gli architetti Tommaso Temanza e Giannantonio Selva, convinti assertori di un classicismo filtrato dalla lezione palladiana. Del 1771 è, invece, la prima realizzazione architettonica del Quarenghi: si tratta della ristrutturazione interna della chiesa di Santa Scolastica a Subiaco, intervento che denota una feconda comprensione della lezione palladiana, seppur filtrata in funzione del gusto neoclassico. Nel 1775 Quarenghi si recò nuovamente nella città lagunare, ma stavolta facendo tappa a Parma, Piacenza e Milano e spingendosi sino a Napoli alla fine dell'anno: questo secondo itinerario pure fu particolarmente significativo, in quanto gli consentì di venire a contatto con le realizzazioni di Sangallo il Giovane, di Bramante e di Giulio Romano, sempre comparate con quelle dell'amato Palladio. Non mancò ovviamente di fare ritorno a Bergamo, dove sposò sempre nel 1775 Maria Fortunata Mazzoleni: questo matrimonio si rivelerà molto felice e sarà coronato nel 1776 dalla nascita di ben quattordici figli, di cui si segnalano la primogenita Teodolinda e Giulio, futuro architetto.

### Alla corte di Caterina II

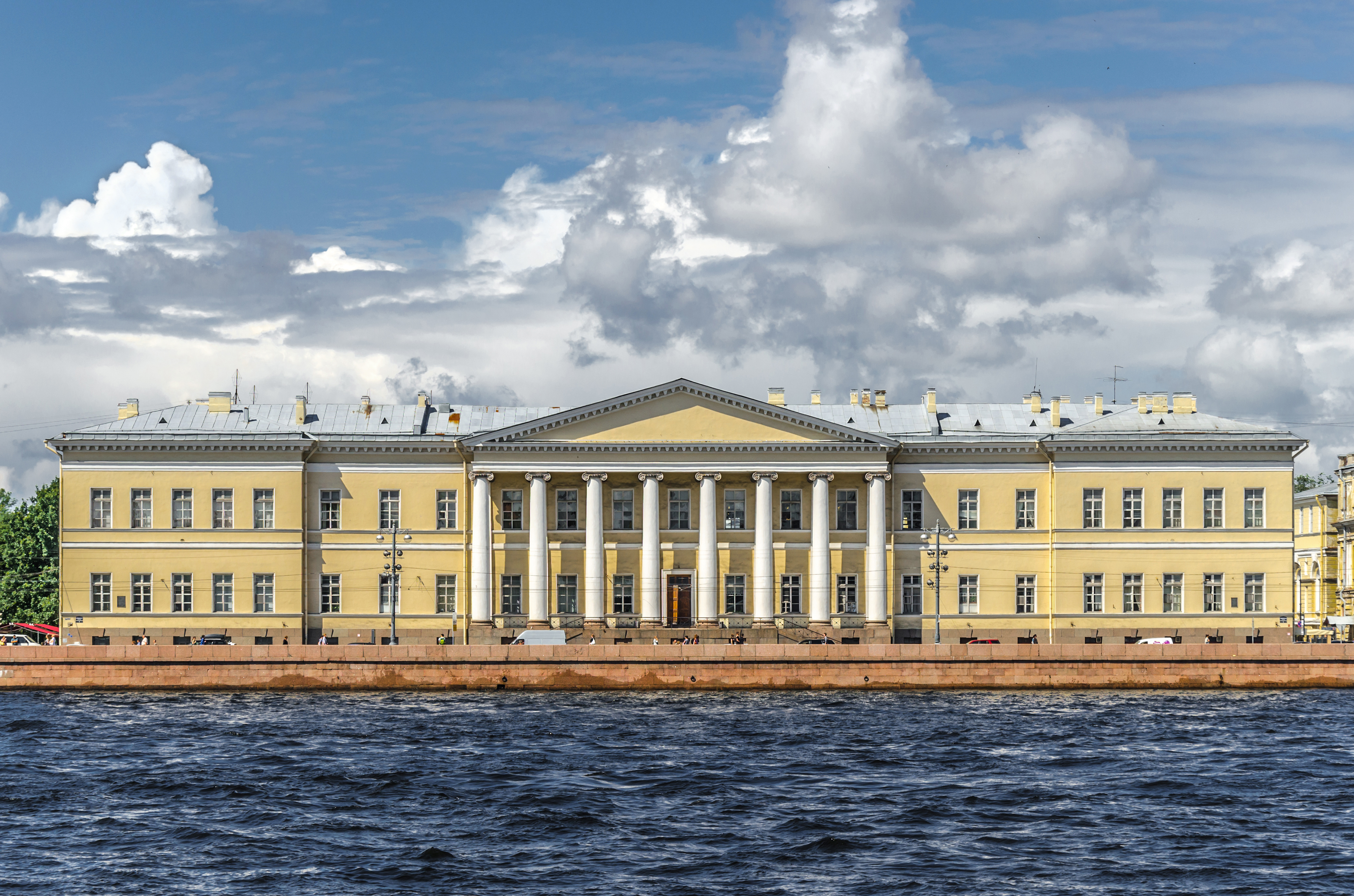
La monumentale facciata dell'Accademia Russa delle Scienze prospiciente il fiume Neva, a San Pietroburgo

Nel 1779 la zarina Caterina II di Russia, non soddisfatta degli architetti a suo servizio, aveva dato incarico al suo ministro, il barone Friedrich Melchior von Grimm di trovare due architetti italiani. La scelta ricadde su Giacomo Trombara e sul Quarenghi, che giunse in città nel gennaio 1780 in veste di «virtuoso architetto» della corte imperiale russa.
Fu così che si concluse il periodo di formazione di Quarenghi, durato ben diciotto anni. In Russia l'architetto lavorò alacremente, progettando a ritmo incalzante costruzioni sia a Pietroburgo e a Mosca che in campagna, tanto che la stessa Caterina II dovette ammettere che egli lavorava «come un cavallo». Le varie realizzazioni russe di Quarenghi di questi anni sono dettagliatamente elencate in una lettera autobiografica che indirizzò all'amico bergamasco Luigi Marchesi: il prestigio acquisito, inoltre, gli consentì di promuovere il suo stile monumentale, d'ispirazione palladiana, il quale riscosse vasti consensi, tanto che l'incarico (che inizialmente aveva una durata di tre anni) venne gradualmente rinnovato.
A Pietroburgo, oltre al palazzo Bezborodko (1780-90), Quarenghi realizzò il Collegio degli Affari Esteri (1782-1783) il Palazzo della Banca di Stato (1783-1800), il teatro dell'Ermitage (1782-1785) il cui interno è ispirato al Teatro Olimpico di Vicenza, l'Accademia delle Scienze (1783-1789) dove l'esterno, privo di ornamenti, è marcato da un pesante portico in ordine ionico e all'interno le eleganti proporzioni e la solennità degli spazi ricordano il gusto dell'antica Roma. Al di fuori di Pietroburgo ricordiamo invece il Palazzo Inglese di Peterhof (1781-1791), andato distrutto, il Palazzo di Alessandro a Carskoe Selo (1791-1796); a Mosca, in particolare, intervenne ricostruendo il Palazzo di Caterina, costruendo il Ricovero dei Pellegrini su commissione del conte Šeremetev ed erigendo, con la collaborazione di Kazakov e Argunov, il Palazzo di Ostankino (1791-1798).

### Ultimi anni

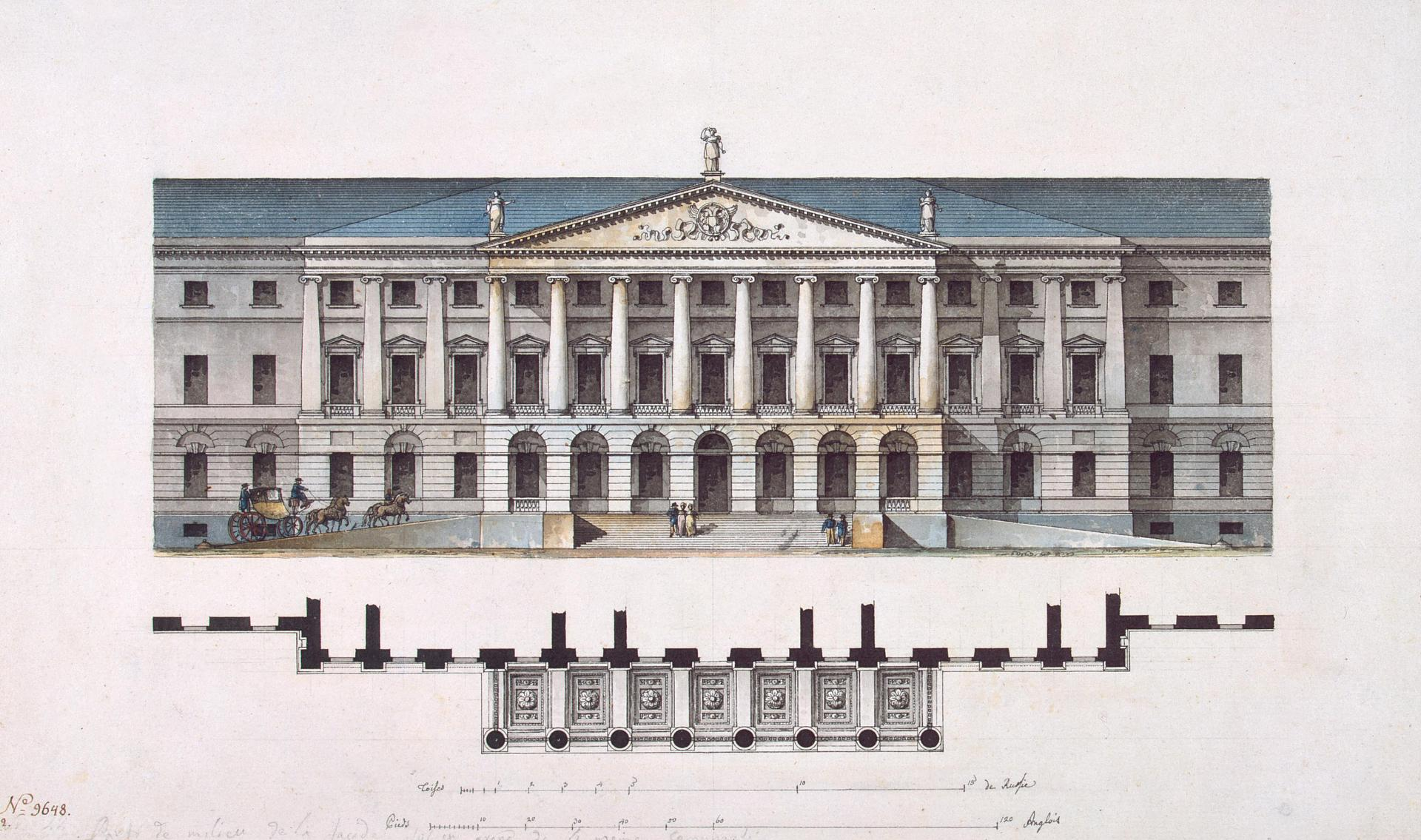
Giacomo Quarenghi, Disegno per l'Istituto Smolny per le fanciulle nobili a San Pietroburgo (tra 1806 e 1808)

Nel 1796, con l'ascesa al trono imperiale di Paolo I di Russia, figlio di Caterina II, la parabola quarenghiana subì una lieve eclissi. Paolo infatti ripudiò la politica materna in tutti i campi, anche in quello artistico: ciò malgrado, egli continuò ad avvalersi del Quarenghi che, pur conoscendo un sensibile calo nelle commissioni, proseguì la sua attività alla corte russa. La sua opera maggiore di questi anni fu la Cappella dei Cavalieri di Malta, opera che gli valse nel 1800 la nomina a Cavaliere di Giustizia del medesimo Ordine.
Alla morte di Paolo I, nel 1801, subentrò nel governo dell’Impero il figlio primogenito Alessandro I: con il nuovo monarca Quarenghi conobbe nuovamente un periodo di straordinaria attività. In questi anni si spese in un lavoro senza tregua: per conto di Alessandro I e della madre di lui Maria Fedorovna il bergamasco progettò le botteghe presso Palazzo Anickov lungo il canale Fontanka, il Maneggio della Guardia a Cavallo, l'Istituto Smolny per le fanciulle nobili e l'Istituto Caterina.
Nell'autunno del 1810 Quarenghi fece finalmente ritorno alla natia Bergamo, che non vedeva dal 1794. Scortato dai compaesani in festa, gli fu riservata l'accoglienza di un eroe: il Sindaco arrivò perfino ad appendere nel salone municipale un suo ritratto (appositamente eseguito da Giuseppe Poli), nella galleria riservata ai bergamaschi più illustri. Per l'occasione, gli venne commissionato un arco trionfale in onore di Napoleone Bonaparte da erigere presso Colognola: l'opera, seppur avviata, verrà lasciata incompleta e poi demolita con il mutare delle circostanze politiche. Sposò inoltre in seconde nozze Maria Laura Bianca Sottocasa (la moglie era morta diciassette anni addietro, nel 1793).
Un editto napoleonico lo condannò all'esilio e gli impedirà di rimettere piedi in patria fino alla morte. Quarenghi ritornò a San Pietroburgo nel novembre del 1811. Anche in questi anni lavorò intensamente: speciale menzione merita l'arco di trionfo di Narva, eretto per glorificare la vittoria dell'esercito russo sulle milizie napoleoniche. Giacomo Quarenghi, infine, morì il 2 marzo 1817 (18 febbraio secondo il vecchio calendario): le sue spoglie, dapprima collocate nel cimitero luterano di Volkovo, oggi riposano in un sepolcro del cimitero del Monastero di Aleksandr Nevskij.

## Stile

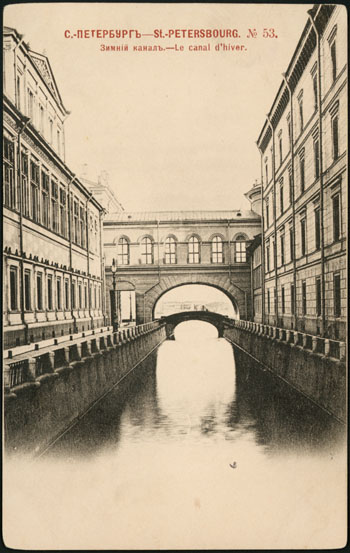
Foto del teatro dell'Ermitage scattata nei primi anni del Novecento

Giacomo Quarenghi è stato il maggiore interprete dell'eredità di Andrea Palladio durante la stagione neoclassica; dal Palladio, infatti, egli trasse ispirazione per «l'armonia spaziale delle masse, la scanditura degli elementi tettonici [e] l'interpretazione [...] legata al concetto di severe masse murarie (dove spesso le finestre s'aprono senza cornici), armonizzate da logge, colonnati e pronai rotondi» (Pallucchini). Le influenze assorbite dal Quarenghi, tuttavia, sono molto più eterogenee, e non si limitano al ricordo costante dell'esempio palladiano. Durante gli anni romani, infatti, egli fu assai sensibile anche all'insegnamento di Giovan Battista Piranesi e della tradizione inglese: dal primo prese un segno al contempo razionale e rococò, memore della lezione veneziana del Canaletto, mentre dalla seconda derivò la predisposizione per l'acquarello documentativo e quella ritmica decorativa peculiare delle architetture di Robert Adam. Quarenghi, oltre che Adam, studiò con attenzione anche le avanguardie francesi, aggiornandosi con le utopiche novità di Nicolas Ledoux ed Étienne-Louis Boullée.
È lo stesso Quarenghi a parlarci delle influenze che più furono significative durante la sua formazione:
(Giacomo Quarenghi)
Appena si trasferì in Russia, Quarenghi conciliò il proprio orientamento di impronta prettamente palladiana con il gusto slavo, medievale e bizantino ivi imperante, realizzando architetture contraddistinte da una «classicità non fredda e archeologica, come quella per lo più imbalsamata dalla moda contemporanea, ma fatta viva e sincera in quanto aveva le sue premesse nel Rinascimento italiano» (Pallucchini). In questo perenne confronto tra l'Oriente e la lontana classicità romana Quarenghi realizzò edifici di stampo classicheggiante, ricchi di gallerie, colonne tipicamente «all'italiana», vestiboli e anticamere che si susseguono, ed elementi generalmente desunti dal lessico classico (timpani, lesene, ordini giganti...). Il suo discorso architettonico, squisitamente neoclassico, è rivolto alla ricerca della semplicità e dell'equilibrio delle proporzioni, non esitando a discostarsi bruscamente dall'ornamentazione in nome della razionalità (i motivi decorativi, se presenti, sono ugualmente di stampo antico: cornucopie, bassorilievi, grifi...). Nelle sue realizzazioni, inoltre, Quarenghi fu assai attento nel conciliare il proprio orientamento neoclassico con le esigenze culturali e funzionali della Russia, sfruttando un linguaggio architettonico che esalta il rapporto tra architettura, paesaggio e città: molte, infatti, sono le architetture quarenghiane che si integrano armoniosamente con il paesaggio circostante, come nel caso dell'Accademia delle Scienze o del teatro dell'Ermitage di San Pietroburgo, adagiati lungo la riva del fiume Neva.